# Sin dejar rastros
Sin dejar rastros fue una película animada muda de Argentina dirigida por Quirino Cristiani sobre su propio guion escrito en colaboración con José Bayoni que se estrenó en 1918. La película fue el segundo largometraje de animación del mundo y de ella actualmente no se conocen copias.

## Producción
El director y guionista Quirino Cristiani (1896-1984), nacido en Italia y radicado de joven en Argentina fue un pionero del cine de animación responsable de los dos primeros largometrajes de animación del mundo, El apóstol (1917) y Sin dejar rastros (1918), y del primer largometraje de animación sonoro, Peludópolis (1931).
En Sin dejar rastros, se hacía referencia a un episodio ocurrido durante la Primera Guerra Mundial, que todavía continuaba, referido al hundimiento de la goleta Monte Protegido por parte de un submarino alemán que había provocado en el país manifestaciones de quienes propugnaban el abandono de la neutralidad y el apoyo a los Aliados, y que finalizó con las excusas del Imperio Alemán.
Della Valle y Fauvety, que era presidente de la sociedad propietaria de la gran tienda Gath & Chaves y violentamente contrario a los alemanes le propuso a Cristiani hacer una película de largometraje alusiva al episodio, que él financiaría otorgándole plena autonomía artística y organizativa.
El filme se estrenó en el cine Select Lavalle a mediados de 1918 pero duró un solo día en cartelera, no tuvo una buena aceptación por la opinión pública, la prensa no mencionó su existencia y tanto el original como las copias fueron confiscados por el Ministerio de Relaciones Exteriores que no quería una confrontación contra Alemania y nunca más se tuvieron noticias de los mismos.
Cristiani declaró que:

Era una película muy divertida, en la que contaba el episodio en clave cómica y ponía en peligro al plenipotenciario prusiano. Era bastante atrevida, también; la política internacional era el tema más candente de la política interna, y yo había mantenido mi irreverencia sin amordazarla.